# Svensk Förening för Obstetrik och Gynekologi
Svensk Förening för Obstetrik och Gynekologi (SFOG) är en förening för läkare inom området grundad 1904. Den utgör en specialistförening i Sveriges Läkarförbund och den äldsta sektionen inom Svenska läkaresällskapet. Den är även ansluten till den internationella förbundet för obstetrik och gynekologi FIGO.
Föreningens arbetsgrupper har författat över 80 rapporter som sammanfattar det vetenskapliga kunskapsläget inom olika delar av området. Utöver det publicerar föreningen löpande råd och riktlinjer kring handläggningen av flera gynekologiska och obstetriska tillstånd.